# Valö (Göteborgs kommun)
Valö är en ö som ligger i södra delen av Göteborgs södra skärgård och i Göteborgs kommun. Ön ligger söder om Vrångö och ingår i Vrångöskärgårdens naturreservat. På ön är fyren Valö belägen, liksom ett gammalt fyrhus, några bodar och en före detta fyrmästarsommarstuga.

## Historia
Riksantikvarieämbetets fornminnesregister anger att fiskeverksamhet bedrivits i äldre tid från Valö och att det på ön finns flera lämningar av så kallade tomtningar.
I äldre skrifter benämns Valö, Warö eller Hvalö. Det var på 1930-talet som ön började kallas Valö. 
Namnet tros komma från fornnordiska varde som betyder "pyramid eller kägelformig stenhög uppsatt som märke". Det har troligen funnits ett röse på Valö under medeltiden då Valö tillhörde Danmark. På danska betyder varde en höjd från vilken man kunde ha utkik på när fienden kom.
Ett stångmärke sattes upp på Valö 1827 och 1863 sattes ett nytt stångmärke upp.

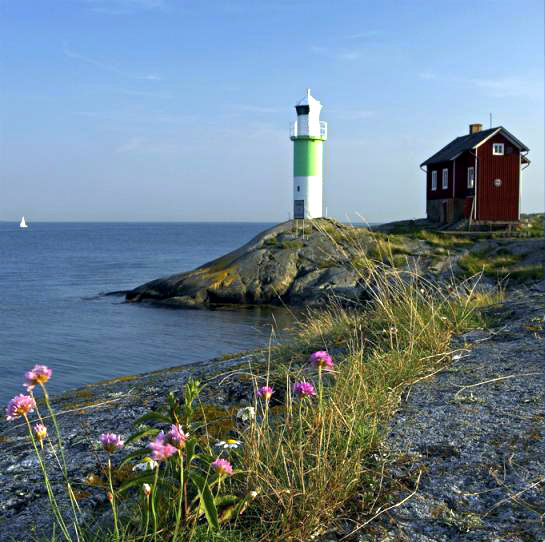
Valö fyr och fyrhus

Lotsverket köpte södra delen av Valö av Vrångö jordägare för att bygga en fyr år 1878. Fyrvaktarparet Hult tilläts 1932 att bygga en sommarstuga på Valö, "Hultet". Efter att fyren automatiserats 1935 hade Lotsverket ingen användning för fyrhuset som såldes till Göteborgs kanotförening. Samtidigt beslöt Lotsverket att hyra ut sin del av Valö till Göteborgs kanotförening. Under en sammankomst på Valö i maj 1937 fick paret Hult i uppdrag av Göteborgs kanotförening att sköta om byggnaderna på ön. Midsommardagen 1937 hade kanotföreningen en stor invigning av Valö. Föreningen hade då köpt fyrhuset och bodarna och fått ett arrendekontrakt för marken av Lotsverket. 1944 köptes även Hults sommarstuga, ett år efter Gustav Adolf Hults bortgång. Föreningen ansvarar idag för byggnaderna och ser till att det inte växer igen på ön. Resten av ön ägs av Vrångöbor som nyttjade den för fårbete fram till 1947.

## Naturen
Ön består av slipade klipphällar, klappersten, kärrmark och lägre träd. På östra sidan finns en vik som liknar en insjö. Det finns många olika sorters blommor på Valö, en del ovanliga fågelarter, strandpadda, vanlig padda och även säl. 

## Fyrmästare 1885-1935
Förteckning över fyrmästare och deras hustrur på Valö fyr fram till 1935, då fyren automatiserades och avbemannades.
- Julia och Carl Gunnar Taube  1885-1888
- Hilda Kristina och Hans Peter Alexandersson 1889-1893
- Amanda Lovisa och Teodor Klint 1893-1896 andra hustru Olivia Emilia Sjöberg 1898-1925
- Kristina och Gustav Adolf Hult 1925-1932
- Jenny Alida Jansson och Carl Erik Björk, sonen Josef Evert 1932-1935

## Fyrmästarhustrurna

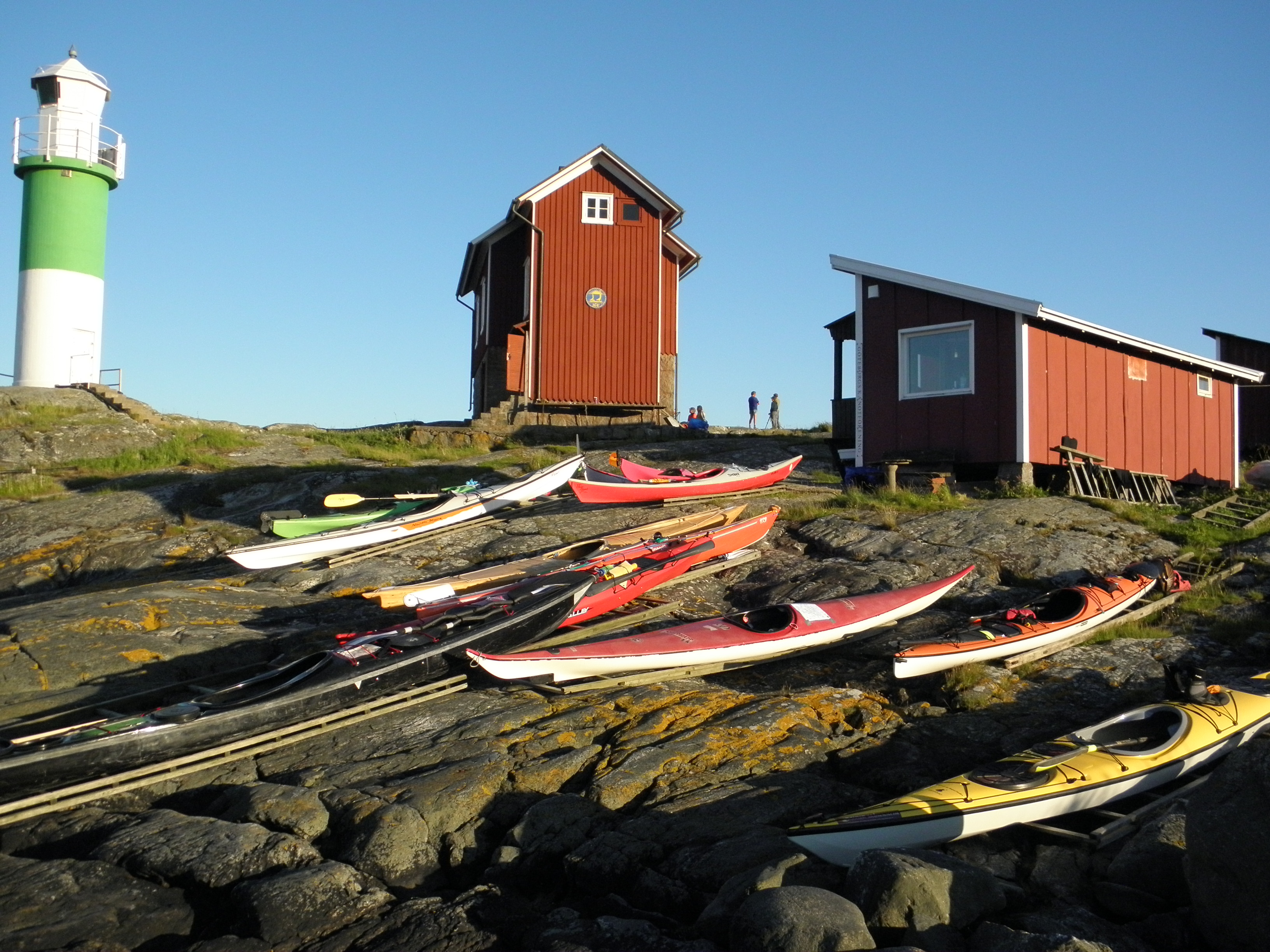
Kanotträff med Göteborgs kanotförening

Under årets mörkaste tid kunde ett arbetsdygn innebära 17,5 timmars vakt i fyren. Det fanns ibland biträden som hjälpte till. Men när det inte fanns extrahjälp så fick fyrmästarnas hustrur troligen hjälpa till att vakta fyrens fotogenlampor. Men det var först under Gustav och Kristina Hults tid som hustrun angavs som vakt i fyrdagboken. Det är dock Gustavs handstil som har skrivit hustruns namn och fyrmästarhustrurna fick ingen ekonomisk ersättning för sitt arbete i fyren. 
Det debatterades vid Fyrpersonalens föreningsmöte i Stockholm 1921, om det skulle införas förbud mot att fyrhustrurna skulle tjänstgöra i fyrarna.